# Malawi op de Olympische Zomerspelen 1984
Malawi nam deel aan de Olympische Zomerspelen 1984 in Los Angeles, Verenigde Staten. Het was de tweede deelname van het Afrikaanse land.

## Deelnemers en resultaten

### Atletiek
| Olympiër         | Discipline   | Resultaat | Prestatie                 |
| ---------------- | ------------ | --------- | ------------------------- |
| Odiya Silweya    | 100m (m)     | 76e       | serie 10: 6de in 11,22    |
| Odiya Silweya    | 200m (m)     | 62e       | serie 6: 8ste in 22,46    |
| Agripa Mwausegha | 400m (m)     | 69e       | serie 8: 6de in 49,12     |
| Isaac Ganunga    | 800m (m)     | 43e       | serie 5: 6de in 1.51,25   |
| Isaac Ganunga    | 1500m (m)    | 35e       | serie 5: 8ste in 3.53,86  |
| George Mambosasa | 5000m (m)    | 45e       | serie 1: 12de in 14.48,08 |
| Matthews Kambale | 10000m (m)   | 38e       | serie 2: 12de in 30.47,73 |
| Matthews Kambale | marathon (m) | DNF       | niet gefinisht            |
| George Mambosasa | marathon (m) | 74e       | 2:46.14                   |

### Boksen
| Olympiër        | Discipline  | Resultaat | Prestatie                                                                                               |
| --------------- | ----------- | --------- | --- |
| Peter Ayesu     | -51kg (m)   | 5e        | 1ste ronde: W van NEP Tuladhar: 5-0 2de ronde: W van PAR Pinto: 5-0 kwartfinale: V van USA McCrory: 0-5 |
| Ali Faki        | -57kg (m)   | 17e       | 1ste ronde: W van GRE Kolethras: 4-1 2de ronde: V van NGR Konyegwachie: 0-5                             |
| Solomon Kondowe | -60kg (m)   | 33e       | 1ste ronde: V van PHI Cantancio: 0-5                                                                    |
| Phillimon Ayesu | -63,5kg (m) | 17e       | 1ste ronde: vrij 2de ronde: V van BAH Larrimore: 2-3                                                    |
| Fletcher Kapito | -71kg (m)   | 33e       | 1ste ronde: V van SUD Marial: 2-3                                                                       |
| Drake Thadzi    | -81kg (m)   | 5e        | 1ste ronde: vrij 2de ronde: V van ALG Moussa: 0-5                                                       |

### Wielersport
| Olympiër                                                  | Discipline         | Resultaat | Prestatie      |
| --------------------------------------------------------- | ------------------ | --------- | -------------- |
| Dyton Chimwaza                                            | wegwedstrijd (m)   | DNF       | niet gefinisht |
| Daniel Kaswanga                                           | wegwedstrijd (m)   | DNF       | niet gefinisht |
| George Nayeja                                             | wegwedstrijd (m)   | DNF       | niet gefinisht |
| Amadu Yusufu                                              | wegwedstrijd (m)   | DNF       | niet gefinisht |
| Dyton Chimwaza Daniel Kaswanga George Nayeja Amadu Yusufu | ploegentijdrit (m) | 26e       | 2:37.32        |

Algerije · Amerikaanse Maagdeneilanden · Andorra · Antigua en Barbuda · Argentinië · Australië · Bahama’s · Bahrein · Bangladesh · Barbados · België · Belize · Benin · Bermuda · Bhutan · Birma · Bolivia · Bondsrepubliek Duitsland · Botswana · Brazilië · Britse Maagdeneilanden · Canada · Centraal-Afrikaanse Republiek · Chili · China · Chinees Taipei · Colombia · Congo-Brazzaville · Costa Rica · Cyprus · Denemarken · Djibouti · Dominicaanse Republiek · Ecuador · Egypte · El Salvador · Equatoriaal-Guinea · Fiji · Filipijnen · Finland · Frankrijk · Gabon · Gambia · Ghana · Grenada · Griekenland · Groot-Brittannië · Guatemala · Guinee · Guyana · Haïti · Honduras · Hongkong · Ierland · IJsland · India · Indonesië · Irak · Israël · Italië · Ivoorkust · Jamaica · Japan · Joegoslavië · Jordanië · Kaaimaneilanden · Kameroen · Kenia · Koeweit · Lesotho · Libanon · Liberia · Liechtenstein · Luxemburg · Madagaskar · Malawi · Maleisië · Mali · Malta · Marokko · Mauritanië · Mauritius · Mexico · Monaco · Mozambique · Nederland · Nederlandse Antillen · Nepal · Nicaragua · Nieuw-Zeeland · Niger · Nigeria · Noord-Jemen · Noorwegen · Oeganda · Oman · Oostenrijk · Pakistan · Panama · Papoea-Nieuw-Guinea · Paraguay · Peru · Portugal · Puerto Rico · Qatar · Roemenië · Rwanda · Salomonseilanden · Samoa · San Marino · Saoedi-Arabië · Senegal · Seychellen · Sierra Leone · Singapore · Soedan · Somalië · Spanje · Sri Lanka · Suriname · Swaziland · Syrië · Tanzania · Thailand · Togo · Tonga · Trinidad en Tobago · Tsjaad · Tunesië · Turkije · Uruguay · Venezuela · Verenigde Arabische Emiraten · Verenigde Staten · Zaïre · Zambia · Zimbabwe · Zuid-Korea · Zweden · Zwitserland